# Yu-Gi-Oh! Duel Monsters
Yu-Gi-Oh!, conhecido no Japão como Yu-Gi-Oh! Duel Monsters (遊☆戯☆王デュエルモンスターズ, Yūgiō Dyueru Monsutāzu), é um série de anime japonesa produzida pelo Studio Gallop e pela Nihon Ad Systems, baseada na série de mangá Yu-Gi-Oh! escrita por Kazuki Takahashi. Não está conectada com a série de anime de 1998 produzida pela Toei Animation, e começa do arco "O Reino dos Duelistas" (volume 8). A série gira em torno de Yugi Muto, um garoto que luta contra adversários em vários jogos. Nessa versão, o principal jogo jogado é o jogo de cartas de Monstros de Duelo. A série foi ao ar originalmente no Japão na TV Tokyo de abril de 2000 a setembro de 2004, com duração de 224 episódios. Duel Monsters se tornou a primeira de uma série de animes, sendo sucedida por: Yu-Gi-Oh! GX, Yu-Gi-Oh! 5D's, Yu-Gi-Oh! Zexal e Yu-Gi-Oh! Arc-V. Uma versão remasterizada, destacando certos duelos, começou a ser exibida no Japão em fevereiro de 2015.

## Enredo
A história segue Yugi Muto, um menino que completou um antigo artefato egípcio conhecido como o Enigma do Milênio, o que levou a ele a herdar um espírito conhecido apenas como Faraó. Depois de derrotar seu rival, Seto Kaiba, em um jogo de Monstros de Duelo, Yugi é abordado por Maximillion Pegasus, o criador dos Monstros de Duelo, que usa o poder de outro Item do Milênio, o Olho do Milênio, para sequestrar a alma do avô de Yugi. Juntado por seus amigos Joey Wheeler, Tristan Taylor e Téa Gardner, Yugi entra no torneio Reino dos Duelistas de Pegasus, lutando contra muitos adversários para derrotar Pegasus e libertar a alma de seu avô. Após o torneio, Yugi luta com Duke Devlin no novo jogo de Duke, chamado de "Monstros dos Dados Masmorra".
Yugi descobre que o espírito que habita dentro dele é um Faraó sem nome dos tempos egípcios, que não se lembra do seu passado. Yugi entra no torneio Batalha das Cidades de Kaiba para obter as três cartas de deuses egípcios necessários para revelar o passado do faraó. Ao longo do caminho, Yugi encontra adversários ainda mais fortes e mais itens Millenium, incluindo Marik Ishtar, o portador da "Vara do Milênio".
Yugi e seus amigos são sugados para um mundo virtual dirigido por Noah, filho legítimo do pai adotivo de Kaiba, Gozaburo. Depois de derrotar Noah e os corruptos ex-executivos da KaibaCorp conhecidos como os Cinco Grandes, suas mentes são devolvidas ao mundo real, e as finais do torneio Batalha das Cidades começam. Yugi derrota Kaiba e Marik para ganhar todas as três cartas de deuses egípcios.
A ordem de Orichalcos drena o poder das cartas de deuses egípcios e começa a reunir almas para reviver o antigo dragão, o Leviatã. Yugi, Joey e Kaiba recebem uma lendária carta de dragão para combater os Orichalcos. Faraó enfrenta Dartz, o líder da ordem de Orichalcos, para libertar todas as almas roubadas, incluindo as de Yugi e Joey.
Yugi e seus amigos lutam no Kaiba Grand Championship. Yugi vence o campeonato, e todos finalmente retornam para casa. Enquanto isso, Ryo Bakura, o dono do Anel do Milênio, é superado pelo espírito escuro dentro do Anel, que possui seu corpo e começa a coletar os Itens do Milênio. Yugi e seus amigos vão para o Egito, onde Yugi apresenta as cartas de deuses egípcios na frente de uma tabuleta de pedra relacionada com os Itens do Milênio e se encontra sugado 5.000 anos no passado, ao tempo em que o faraó viveu. Faraó e o espírito sombrio batalha com Bakura, e o Faraó descobre mais sobre sua vida no Egito. Finalmente, Yugi e Faraó juntos descobrem o verdadeiro nome do Faraó, Atem, e convocam os três deuses egípcios para derrotar o mal de Bakura, devolvendo-os até os dias atuais. Com todos os itens do Milênio reunidos, Yugi e Atem duelam. Yugi derrota o espírito para que Atem possa voltar para a vida após a morte.

## Alterações da 4Kids
Na adaptação da 4Kids Entertainment, nomes como Hiroto Honda, Jonouchi Katsuya, e Mazaki Anzu foi americanizado em Tristan Taylor, Joey Wheeler e Téa Gardner, respectivamente. Embora a série originalmente ocorre no Japão, o cenário foi alterado para os Estados Unidos. Todas as origens dos personagens são americanas também, ao invés de japonesa. Os efeitos sonoros em japonês, música de fundo, e as sequencias de abertura e de encerramento também foram alterados. A trilha sonora, incluindo abertura e encerramento, também foram substituídas do original J-pop/J-rock para um contexto mais ocidental. A maior parte dos diálogos e de vários elementos da trama foram alterados por causa de conteúdo ofensivo, limitações de tempo, e razões de marketing. Entre as alterações estão a remoção de sangue, a redução da violência em algumas cenas e a mudança de alguns projetos devido a monstros ocultos ou temas sexuais. Dialógos que sugeriam a morte de algum personagem foram alterados para aliviar a serie, sendo a morte dos personagens substituída para o envio ao "domínio das trevas". Tal expressão não existe na versão original do anime. A aparência das cartas foi alterada para um novo design que caracteriza apenas a arte do carta, atributo, nível e estatísticas (ATK / DEF) em vez de mostrar o produto da vida real. Em entrevista à Anime News Network, o vice-presidente sênior da Digital Media Mark Kirk, da 4Kids Entertainment, afirmou que a razão para editar a aparência das cartas era porque as leis de transmissão da TV norte-americana ditavam que os cartas não podiam ser exatamente como as cartas reais que são vendidas.